# Ryde (New South Wales)
Ryde ist ein Vorort von Sydney in Australien. Der 13 km nordwestlich des Stadtzentrums von Sydney und 8 km östlich der Stadt Parramatta liegt. Ryde ist das Verwaltungszentrum der Local Government Area Ryde City und gehört zu den nördlichen Vororten von Sydney.  Es liegt am Nordufer des Parramatta River.

## Geschichte
Ryde wurde nach der Stadt Ryde auf der Isle of Wight im Großbritannien benannt. Der Name wurde vermutlich von G. M. Pope vergeben, der von der Isle of Wight einwanderte, in der Gegend siedelte und den „Ryde Store“ eröffnete.
Ryde ist die drittälteste europäische Siedlung in Australien nach Sydney und Parramatta. Ursprünglich wurde das Gebiet mit dem Aborigines-Namen Wallumetta bezeichnet, aber dann hieß das ganze Gebiet zwischen Paramatta River und Lane Cove River Field of Mars. Der Name Ryde wurde ab den 1840er Jahren benutzt und 1870 wurde er für die Stadt übernommen. Der Vorort besitzt den ältesten Siedlerhof Australiens, Addington an der Victoria Road. Addington wurde von dem begnadigten Sträfling James Stewart um 1800 errichtet. James Shepherd kaufte die Immobilie 1810 und baute an das ursprüngliche Sandsteinhaus ein weiteres Haus mit sechs Zimmern an.
Weitere alte Gebäude in der Gegend sind die Polizeistation an der Victoria Road und das Willandra-Haus an der Willandra Street. Die Polizeistation, ein einfaches Sandsteinhaus, wurde einem Architekten der Kolonie, Mortimer Lewis (1796–1879), entworfen und 1837 fertiggestellt. Willandra ist ein zweistöckiges georganisches Wohnhaus, das ca. 1845 von der Familie Devlin gebaut wurde. In späteren Zeiten diente es als Kunstgalerie und Hauptquartier der Ryde and District Historical Society. Sowohl Willandra als auch die Polizeistation sind im australischen Register der Nationaldenkmäler aufgeführt.
Im Siedlerhof Riversdale in der Wade Street wohnte um 1900 der bekannte Flussschiffkapitän Robert Gascoigne.
Da Ryde auf einem Hügel liegt, wurde es auch Top Ryde genannt. Das Ryde Swimming Centre wurde abgebrochen und als Ryde Aquatic Leisure Centre wieder aufgebaut. Wettbewerbe der Olympischen Spiele 2000 fanden dort statt.

### Straßenbahnen
Die meisten Straßenbahnen in Sydney fuhren vom Fort Macquarie und dem Circular Quay die George Street hinunter zum Broadway und zur Parramatta Road. In den Stoßzeiten fuhren auch Straßenbahnen vom Bahnhofsplatz.
Die Linien nach Drummoyne und Ryde gingen von Rozelle Tram Depot aus. Nach dem Verlassen des Depots fuhr die Straßenbahn der Crescent Road und der Commercial Road (heute: City West Link) in Glebe entlang und bogen links in die Victoria Road ein. Dann überquerten sie die Iron Cove Bridge und die frühere Gladesville-Brücke, um dann nach rechts in die Blaxland Road abzubiegen. Dann fuhren sie die Blaxland Road hinter dem heutigen Sitz des Stadtrates entlang und kamen schließlich an der Kreuzung der Pope Street mit der Devlin Street in Ryde an.

## Wirtschaft

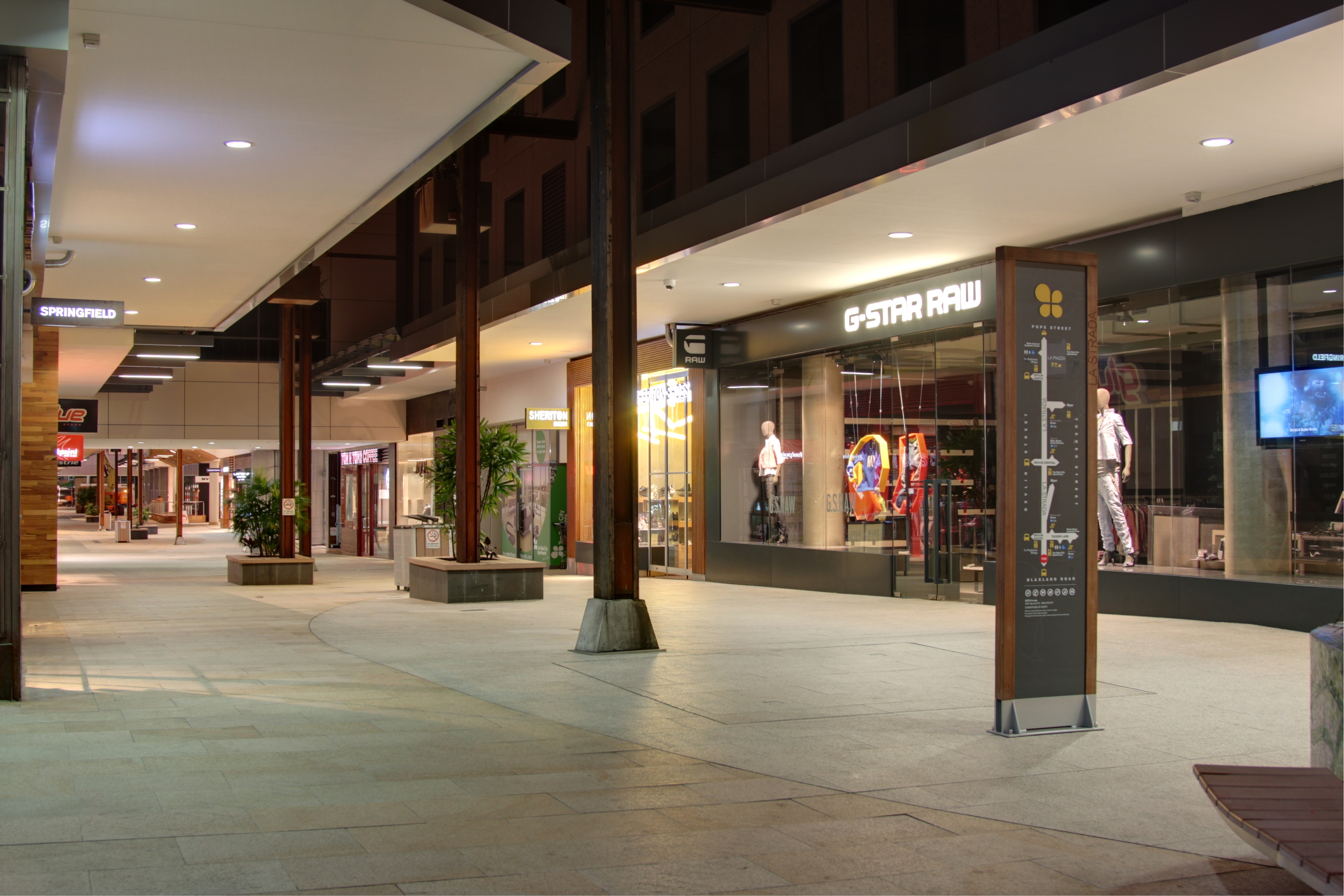
Ryde Shopping Centre

Top Ryde ist eine inoffizielle Ortsbezeichnung in Ryde. Dort liegt das Gewerbegebiet des Vorortes. Es konzentriert sich um die Kreuzung von Devlin Street und Blaxland Road. Top Ryde City ist ein großes Einkaufszentrum dort. Das erste Top-Ryde-Einkaufszentrum auf diesem Gelände war das zweite seiner Art in Australien.
In Top Ryde liegt auch das Gebäude des Stadtrates der Ryde City und eine Bücherei.
2RRR ist der örtliche Radiosender. Das australische Fernsehen ist in Ryde auf 88,5 MHz FM zu empfangen.

### Verkehr
Die Ryde Bridge über den Parramatta River verbindet Ryde im Süden mit Rhodes.
Die Busse von Sydney nach Ryde fahren nach Strathfield, Concord, zur Macquarie University, nach Burwood, ins Stadtzentrum von Sydney (über Pyrmont), nach West Ryde, Putney, Chatswood, Epping, zum Olympic Park, nach Parramatta und nach Eastwood. Der nächstgelegene Bahnhof auf einer Hauptstrecke liegt in West Ryde auf der Northern Line der CityRail.

## Schulen

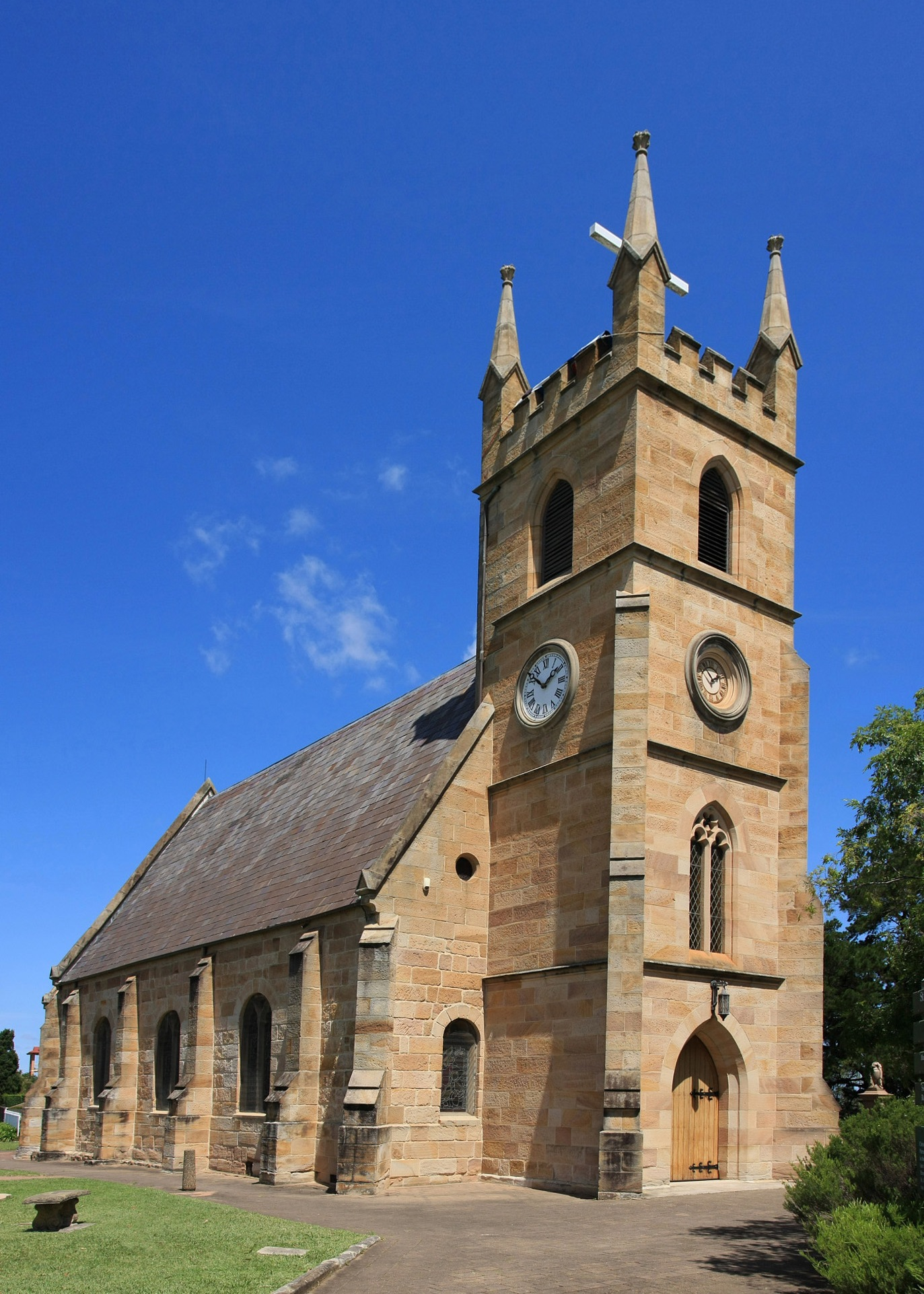
St. Anne’s Anglican Church in der Church Street

In Ryde gibt es staatliche Schulen, wie das Ryde Secondary College (früher Malvina High School) und die Ryde Public School. Es gibt auch einige Privatschulen, wie das Holy Cross College Ryde. Die German International School Sydney war von 1992 bis 2008 in Ryde ansässig und zog im August 2008 nach Terrey Hills um.

## Kirchen

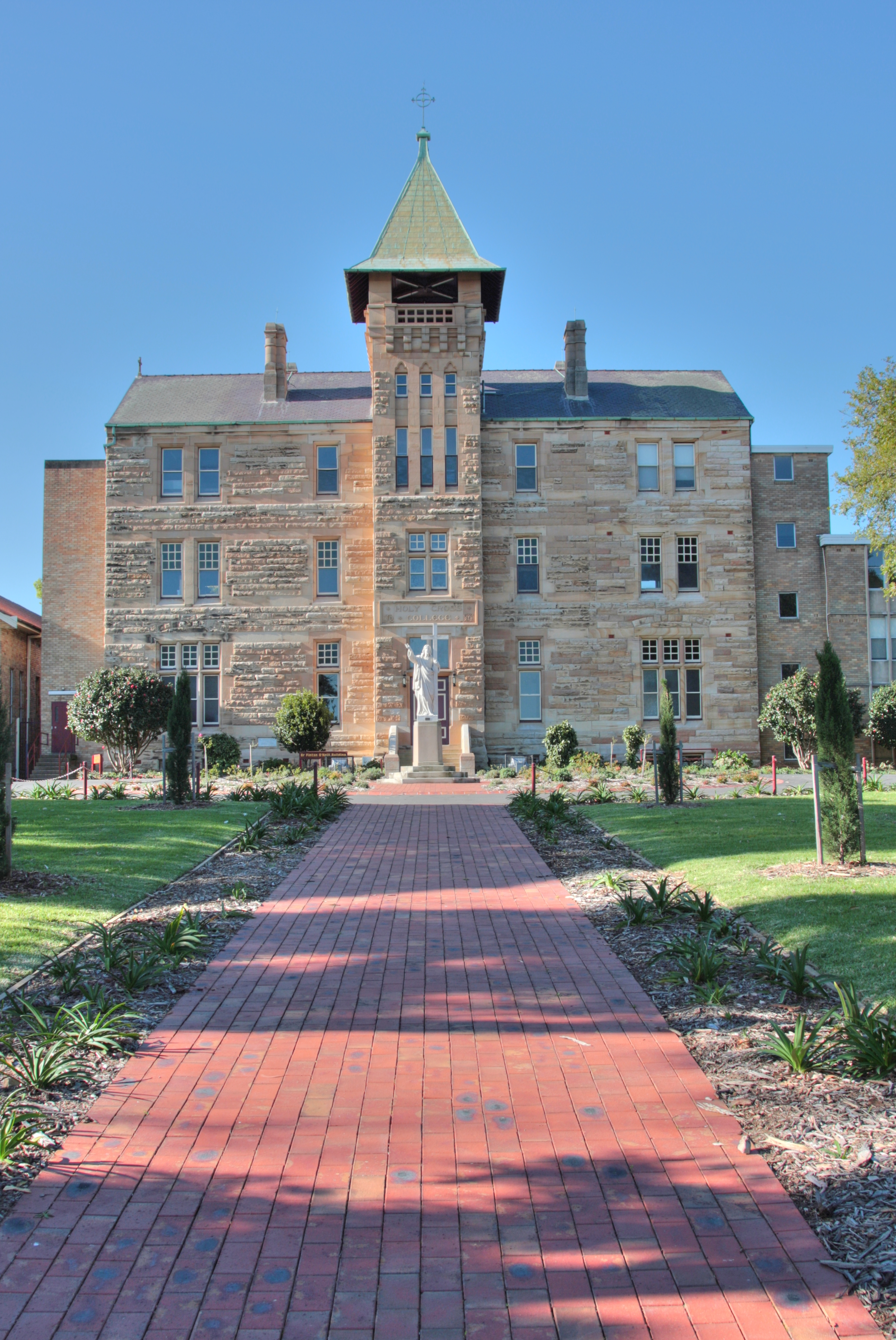
Holy Cross College an der Victoria Road

In Ryde gibt es die St. Anne’s Anglican Church in der Church Street, in der Maria Ann Sherwood Smith begraben liegt, aus deren Obstgärten der "Granny Smith"-Apfel stammt. Jedes Jahr wird ihr zu Ehren das Granny Smith Festival in Eastwood abgehalten. Die Kirche wurde 1826 erbaut und später erweitert. In den Anfangszeiten war sie das Zentrum des öffentlichen Lebens in diesem Stadtteil und ist heute im australischen Register der Nationaldenkmäler aufgeführt. In der Church Street liegt auch die Ryde Wesley Uniting Church.

## Parks und Erholungsgebiete
Der Santa Rosa Park befindet sich zwischen der Quarry Road und der Bridge Road. Er besitzt getrennte Wege für Fußgänger und Radfahrer. Ebenso wird der Park für Australian Football und Cricket genutzt. Der Gannan Park war einst ein Steinbruch mit Ziegelei und ist heute vom Buna Court, der Minga Street und dem McAuley Park zugänglich.
Im Schwimmbad von Ryde wurden die Wasserballwettbewerbe der Olympischen Spiele 2000 ausgetragen. Es gehört heute der Ryde City.

## Persönlichkeiten
- John Watkins, der frühere stellvertretende Ministerpräsident von New South Wales und Verkehrs- und Finanzminister von New South Wales, wohnt in Ryde.

### Söhne und Töchter der Stadt
- Karen Moras (* 1954), Schwimmerin

## Galeriebilder

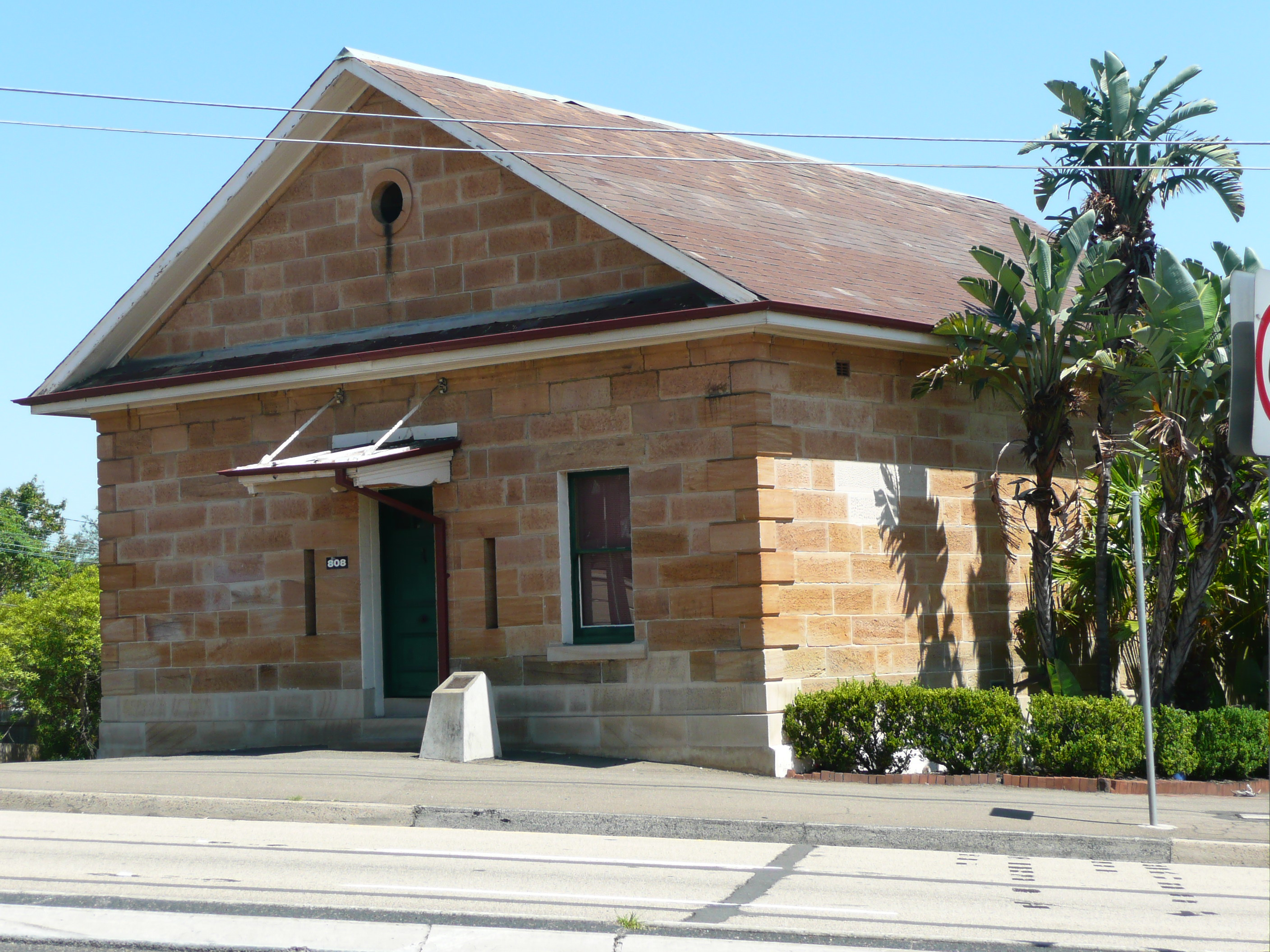
Polizeistation in der Victoria Road
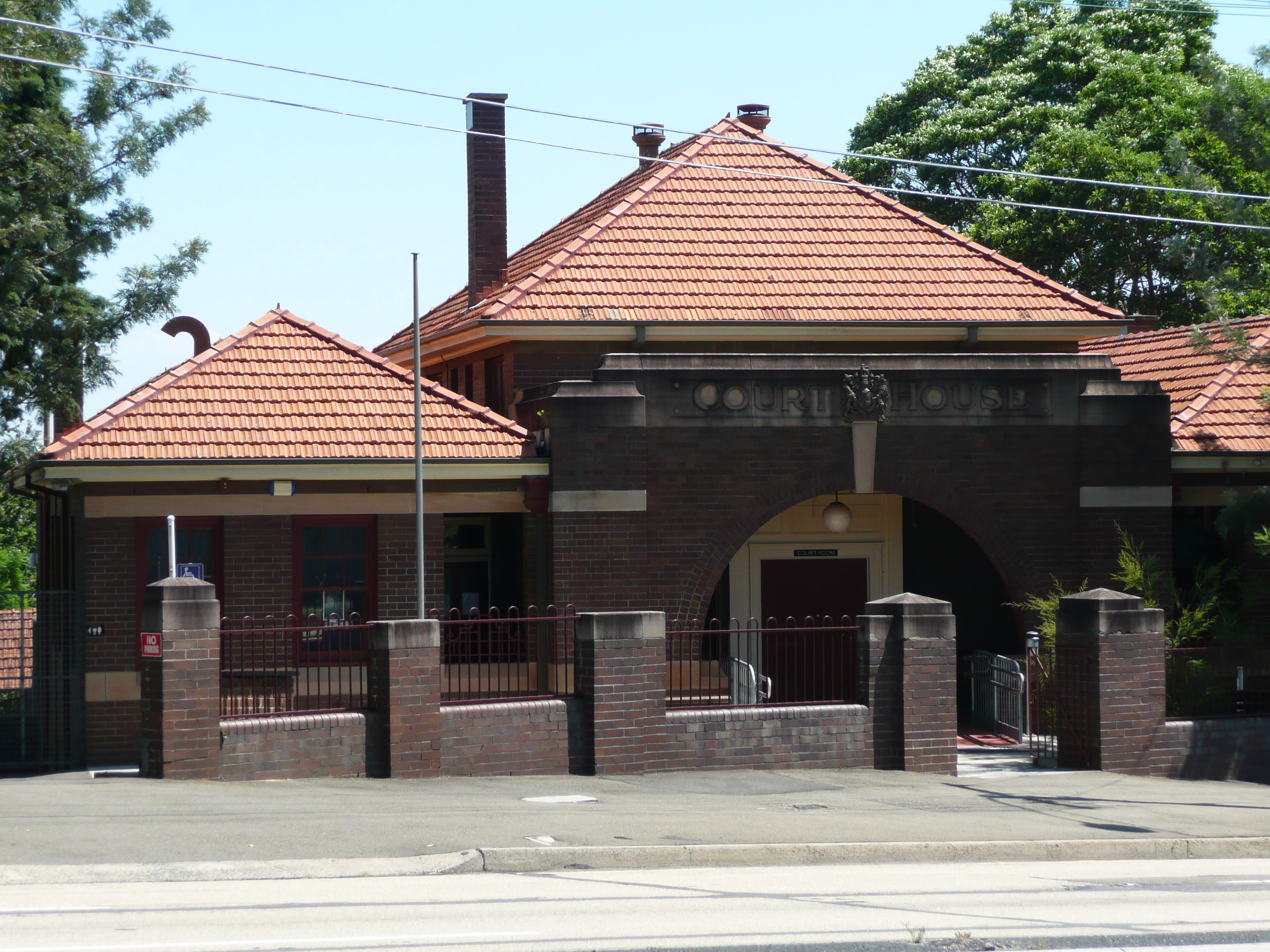
Gerichtsgebäude in der Victoria Road
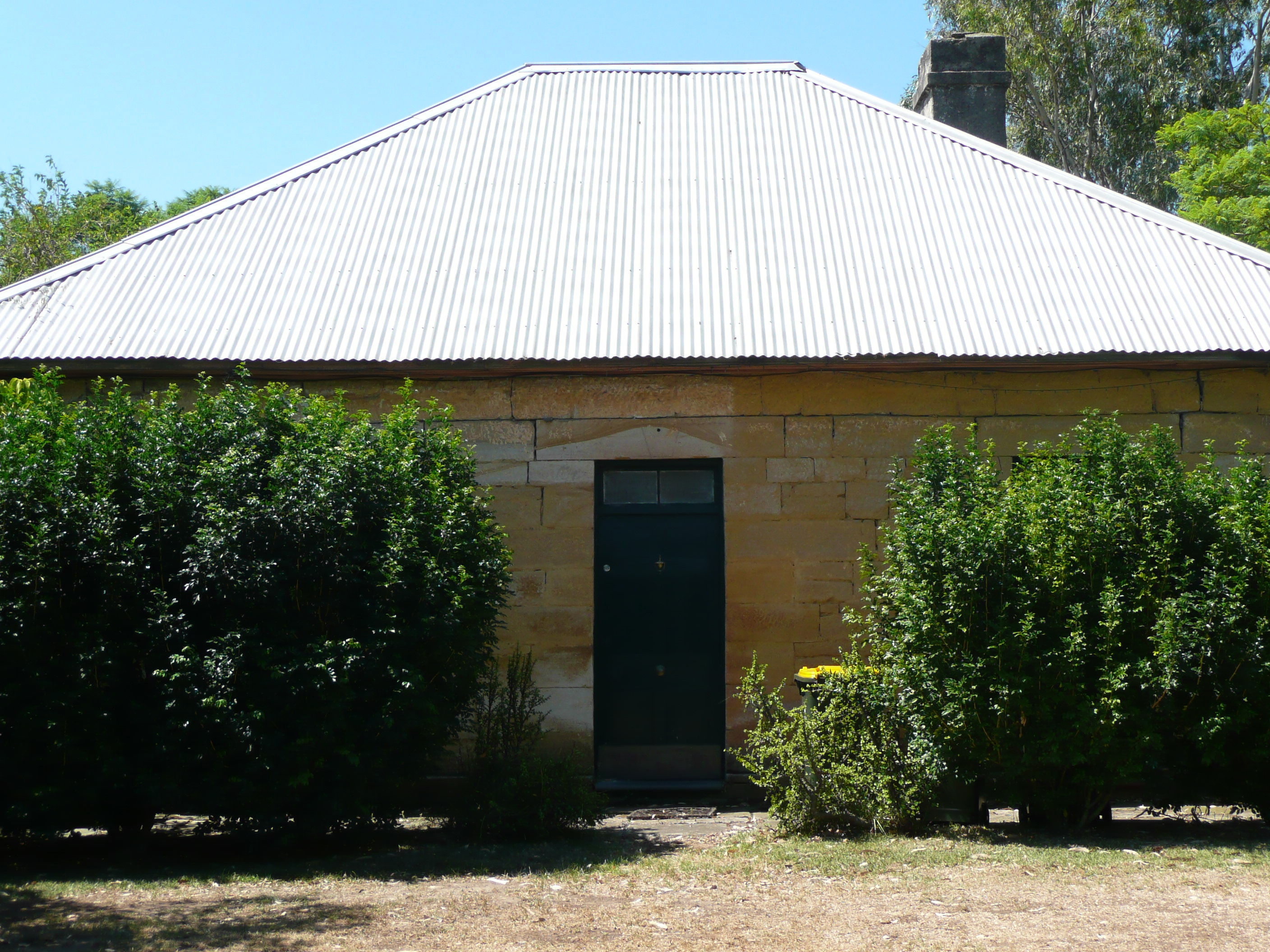
Siedlerhof Addington (um 1800) in der Victoria Road
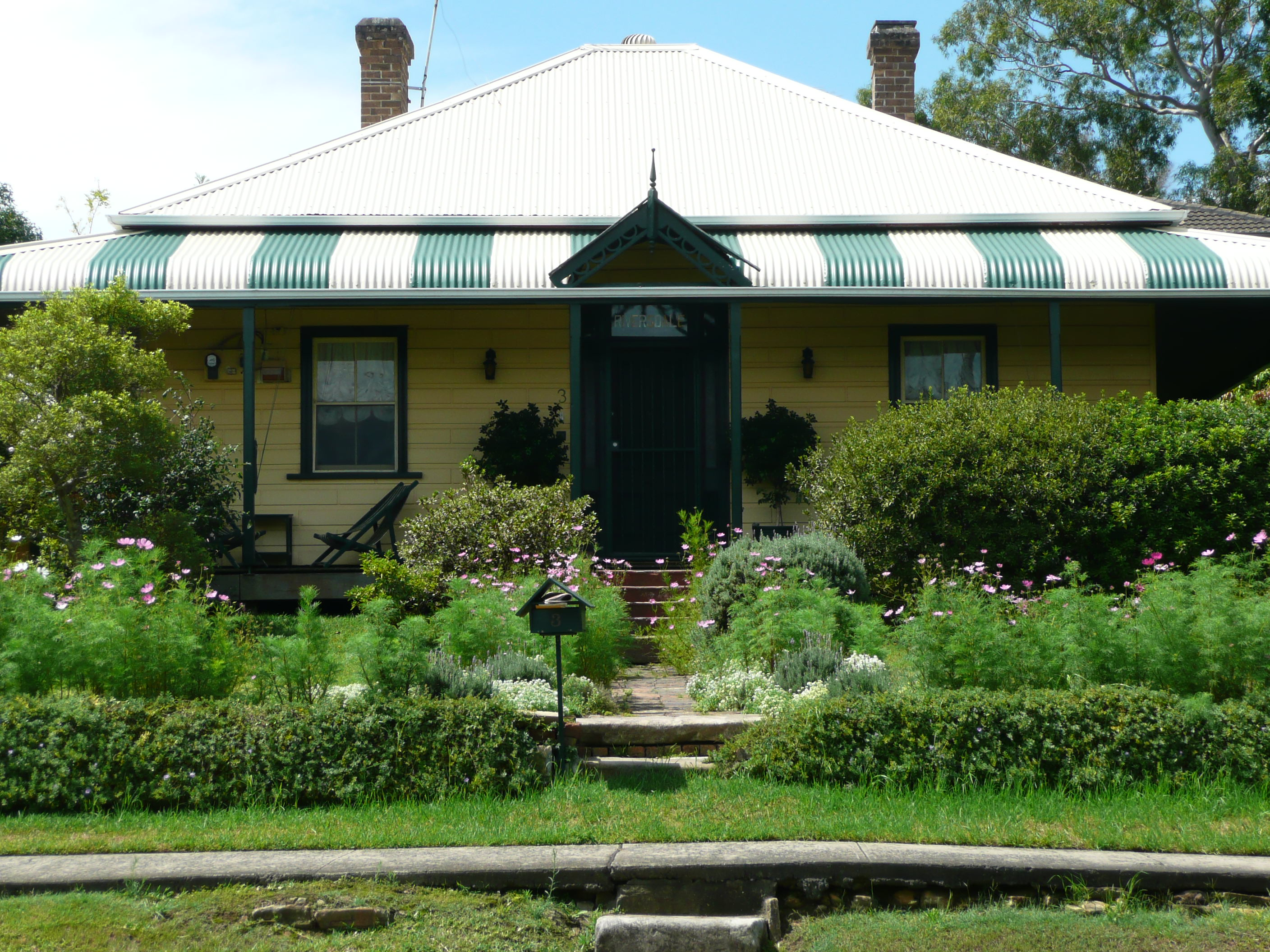
Riversdale, das frühere Wohnhaus eines Flussschiffskapitäns aus Ryde